# Tim Walz
Timothy James Walz (født 6. april 1964) er en amerikansk politiker, tidligere underofficer i den amerikanske hær og tidligere underviser, der siden 2019 har været den 41. guvernør i Minnesota. Han er medlem af Det Demokratiske Parti og var dets kandidat til vicepræsident ved det amerikanske præsidentvalg i 2024. Han var medlem af Repræsentanternes Hus fra 2007 til 2019, og repræsenterede Minnesotas 1. kongresdistrikt.
Walz blev født i West Point i Nebraska. Han meldte sig til Army National Guard og havde efter gymnasiet diverse jobs inden for landbrug, produktion og undervisning. Han dimitterede senere fra Chadron State College i Nebraska, før han i 1996 flyttede til Minnesota. Før han stillede op til kongressen, underviste han i samfundsfag og var fodboldtræner. Han blev i 2006 valgt til Repræsentanternes Hus for Minnesotas 1. kongresdistrikt, hvor han besejrede republikaneren Gil Gutknecht, der havde siddet i seks tidligere valgperioder. Han blev genvalgt fem gange og trådte tilbage i 2019 efter at være blevet valgt til statens guvernør. Walz repræsenterede en stor, hovedsageligt landlig del af det sydlige Minnesota beliggende langs grænsen til Iowa.
Walz blev den 6. november 2018 valgt til guvernør i Minnesota, hvor han besejrede den republikanske kandidat Jeff Johnson. Han blev genvalgt ved guvernørvalget i Minnesota i 2022.
Den 6. august 2024 annoncerede vicepræsident Kamala Harris sit valg af Walz som sin kandidat til vicepræsidentposten ved det amerikanske præsidentvalg i 2024.